# Hyperaspis binaria
Hyperaspis binaria är en skalbaggsart som beskrevs av Thomas Casey 1924. Hyperaspis binaria ingår i släktet Hyperaspis och familjen nyckelpigor. Inga underarter finns listade i Catalogue of Life.